# Merchant of Venus
Mercanti di Venere (Merchant of Venus) è un gioco da tavolo pubblicato nel 1988 da Avalon Hill ambientato in una parte inesplorata della galassia durante il risveglio di civiltà galattiche. I giocatori muovono le pedine su di una tavola, interpretando il ruolo di commercianti che scoprono civiltà sconosciute, compra/vendono da queste merci e navi spaziali e costruiscono fabbriche e spazioporti, ricavando degli utili. Il nome sembra derivi dalla commedia di Shakespeare Il mercante di Venezia.

## Scopo
Lo scopo del gioco è di acquisire una certa quantità di denaro ($1000, $2000, $3000 or $4000). Il primo giocatore che raggiunge la cifra stabilita, in merci o deeds vince la gara.

## Strategia
La lunghezza della gara influenza la strategia. Nelle gare brevi, le rotte commerciali non si svilupperanno così bene come nelle gare più lunghe.